# Club General Martín Ledesma
El Club General Martín Ledesma, simplemente conocido como Martín Ledesma, es un club de fútbol paraguayo de la ciudad de Capiatá, en el Departamento Central. Fue fundado en 22 de septiembre de 1914, orignalmente con el nombre Martín Ledesma Football Club. Compite en la Segunda División de Paraguay. Ejerce su localía en el Estadio Enrique Soler.

## Historia
La institución fue fundada el 22 de septiembre de 1914 entre otros por el señor Enrique Soler y el nombre es en honor al militar español Martín de Ledesma Valderrama, fundador de la ciudad de Capiatá.
En 1952 es uno de los clubes fundadores de la Liga Capiateña de Fútbol, perteneciente a la U.F.I., aunque participó en ella recién desde el año 1954. Desde entonces fue varias veces campeón de esa Liga Regional en los años 1968, 1970, 1972, 1976, 1985, 1996, 1997, 1998, 1999, 2004.

### Copa de campeones de laUnión del Fútbol del Interior
Luego de su último título regional, en el año 2005 solicitó participar en la Copa de Campeones de la UFI, campeonato que otorgaba a equipos de la U.F.I. un cupo para acceder a la División Intermedia, campeonato de Segunda División de la Asociación Paraguaya de Fútbol. En su primera incursión llegó a las finales pero perdió en la tanda de penales del tercer partido definitorio ante Choré Central, por lo que no logró ascender a la División Intermedia.
En el 2006 se coronó campeón del mismo torneo, tras vencer también en penales en el tercer partido al Silvio Pettirossi de Encarnación, por lo que logró ingresar a la División Intermedia de la temporada 2007.

### En las divisiones de la Asociación Paraguaya de Fútbol
Su primera participación en la División Intermedia 2007 no logró buenos resultados y no pudo mantenerse en la categoría, al terminar en el penúltimo lugar de la tabla, por lo que descendió de nuevo y debió haber regresado a su liga regional.Entre sus jugadores había resaltado el sub-17, Barrientos Báez Alexis, que pese a su corto paso por la ciudad de Capiatá y en su corta edad, dejó en alto a su ciudad natal, Villarrica del Espíritu Santo dejándolo como una joven promesa con futuro prometedor en el futbol nacional e internacional. 
Sin embargo, al final de esa temporada los directivos solicitaron su ingreso a la Asociación Paraguaya de Fútbol, por lo que desde el 2008 fueron admitidos en la Primera División C, cuarta categoría del fútbol paraguayo.
En su primera temporada en la Primera División C pese a tener un buen rendimiento terminó tercero en su grupo, pero no pudo clasificar al cuadrangular final que otorgaba dos cupos para el ascenso a la Tercera División.
En la temporada 2009, su segunda participación en la Primera División C logró el subcampeonato y el ascenso a la Primera B, pese a haber perdido la finalísima del torneo con el Club River Plate, luego de haber empatado en la primera posición de la temporada regular con 66 puntos, en 30 fechas.
En la temporada 2010 de la Primera B logró el subcampeonato ya en su primera incursión, pero no logró ascender a la División Intermedia ya que había un solo cupo para el ascenso. Casualmente el campeón fue el mismo Club River Plate.
En la temporada 2011 de la Primera B no tuvo un buen torneo y terminó en los últimos lugares de la tabla pero mantuvo la categoría.
En la temporada 2012 logró ser subcampeón de la Primera B, como en el 2010, pero esta vez tenía la opción de jugar un repechaje contra el subcampeón del Nacional B por el tercer cupo de ascenso a la División Intermedia. En el repechaje superó en penales a la Liga Concepcionera y logró el ascenso.
En la temporada 2013 de la División Intermedia no pudo lograr su permanencia y al final del campeonato terminó último en la tabla de promedios, por lo que descendió de nuevo a Primera B.
En la temporada 2014 de la Primera División B logró realizar un buen campeonato, terminó en el tercer lugar y muy cerca de los dos puestos que otorgaban el derecho de ascenso.
En la temporada 2015 de la Primera División B culminó el campeonato en igualdad de puntos en la segunda posición con el club Fulgencio Yegros, por lo que tuvieron que disputar partidos de ida y vuelta por el subcampeonato, tras perder el desempate (y la oportunidad de jugar el repechaje por el ascenso) terminó finalmente en la tercera posición. 
En la temporada 2016 de la Primera División B, en un muy disputado campeonato, el club llegaba a la última fecha en la segunda posición de la tabla, con 1 punto menos que el club Ameliano. Pese a esa desventaja con su victoria de 3 - 0 sobre el club Oriental y ante el tropiezo del club Ameliano, se consagró campeón y así obtuvo su primer título oficial de un campeonato de la Asociación Paraguaya de Fútbol, además logró el ascenso a la División Intermedia.
En la temporada 2017 de la Segunda División, el club es su tercera participación en esta categoría, logró por primera vez la permanencia, culminando el campeonato en el 7º lugar de la tabla de posiciones. 
En la temporada 2018 de la Segunda División, tras una mala campaña el club no pudo mantener la categoría y descendió en forma anticipada en la fecha 27 del campeonato. Por lo que la próxima temporada competirá en la Tercera División.

## Datos del club
- Temporadas en 2ª (5): (2007, 2013, 2017, 2018, 2022).
- Temporadas en 3ª (8): (2010, 2011, 2012, 2014, 2015, 2016, 2019, 2021).
- Temporadas en 4ª (2): (2008, 2009).

## Palmarés

### Con la Unión del Fútbol del Interior
- Copa de Campeones de la UFI (1): 2006.
  - Subcampeón (1): 2005.
- Liga Capiateña (10): 1968, 1970, 1972, 1976, 1985, 1996, 1997, 1998, 1999, 2004.
  - Subcampeón (7): 1956, 1961, 1967, 1975, 1986, 1987, 1993.

### Con la Asociación Paraguaya de Fútbol
| Torneos nacionales oficiales | Torneos nacionales oficiales | Torneos nacionales oficiales |
| Competición                  | Títulos                      | Subcampeonatos               |
| ---------------------------- | ---------------------------- | ---------------------------- |
| Tercera División (1/2)       | 2016                         | 2010, 2012                   |
| Cuarta División (0/1)        |                              | 2009                         |